# Beida (Iêmem)

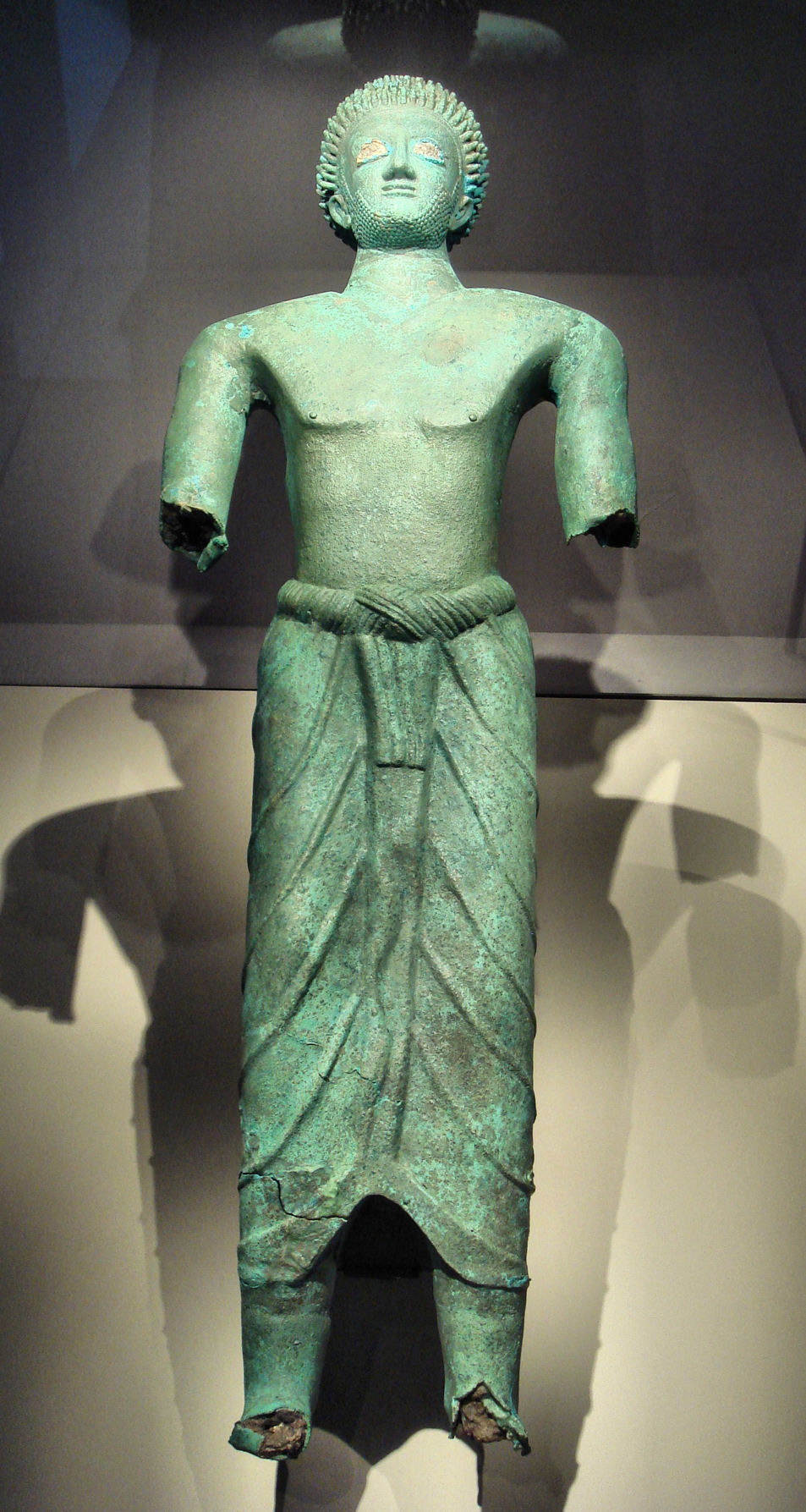
"Homem de bronze" encontrado em Beida (antiga Nascum, reino de Sabá), século VI a.C., no Museu do Louvre

Beida (em árabe: البيضاء; romaniz.: Al Bayda, a antiga Nascum (Nashqum), é uma cidade no centro do Iêmen, na província (moafaza) de Beida. Está localizada a cerca de 210 quilômetros ao sudoeste de Saná, e tem, segundo o censo de 2004, uma população de 28.300 habitantes.